# Toirano
Toirano est une commune de la province de Savone, dans la région Ligurie, en Italie.

## Géographie
Grottes de Toirano : l'un des complexes les plus importants d'Italie, ces grottes ont été ouvertes au public en 1953. La visite, longue de près d'1,3 km, dure plus d'une heure, en passant par près de 70 salles creusées dans la roche, à la température constante de 16 °C. Ces grottes présentent notamment des restes humains. 

## Administration
| Période                                  | Période  | Identité     | Étiquette | Qualité |
| ---------------------------------------- | -------- | ------------ | --------- | ------- |
| 14 juin 2004                             | En cours | Silvano Tabò |           |         |
| Les données manquantes sont à compléter. |          |              |           |         |

### Hameaux
Carpe.

### Communes limitrophes
Balestrino, Bardineto, Boissano, Borghetto Santo Spirito, Castelvecchio di Rocca Barbena, Ceriale.